# Rudy Youngblood
Rudy Youngblood (Balton, Texas, 1982. szeptember 21. –) művész, fűtánc-világbajnok, zenész és színész. Igazi mestersége, a „fűtánc” egy harci tánc, ami a szélfútta préri füvét utánozza.

## Élete és munkássága
Texas államba valósi, Comanche és Yaqui törzsek leszármazottja. A Tahchawwickah Comanche családhoz tartozik, édesapja a néhai Preston Tahchawwickah. Beltonban nőtt fel, ahol 2000-ben érettségizett. Hatéves kora óta táncol. 2005 júliusában Los Angelesbe utazott, hogy két partneréhez csatlakozzon, köztük menedzseréhez, Michelle Shining Elk-hez, akik egy készülőben lévő színházi produkcióban, az „Elements”-ben vesznek részt. Alig három hónapja élt Kaliforniában, amikor rábukkant az „Apocalypto”  meghallgatására.
„Csak megjelentem és adtam magam, hogy miről volt szó? Nem tudtam volna megmondani. Azt sem tudtam, kivel találkozok, vagy hogy hol vagyok”, mesélte nevetve, hogy ugyanabban a cowboy-csizmában jelent meg, mint amit a régi iskolája látogatása során viselt.
„Mindenki ki volt öltözve, én meg texasiasan megjelentem”.
Utolsóként válogatták be a filmbe. A meghallgatás után három nappal Mel Gibson személyesen felhívta, és találkoztak.
„Azt kérte, hogy fussak az asztal körül az irodájában, én meg csak bámultam rá. Csak néztünk egymásra, és azt mondtam, ó, úgy érti, most? Ő meg, igen, légy szíves. Azt mondtam, rendben, és futottam, ő meg, ó, úgy futsz, mint egy állat, úgy tudsz futni, mint egy állat. Atléta vagy.”
Pár napra rá pedig már úton volt Mexikóváros felé. A híressé válás persze nem ment könnyen, hiszen a film miatt egy évre a távoli Mexikóba kellett költözni, egy hónap alatt egy idegen nyelvet megtanulni, és ott volt persze a fárasztó 20 órás napi munka, ami gyakran hajnali 2-kor kezdődött. Ebben az időszakban életének középpontjába karaktere, Jaguár Mancs, és újonnan felfedezett kaszkadőr énje került.
„Én csináltam minden jelenetet”, mondta Rudy. Hozzátette azt is, hogy rengeteg sérülése volt.
„Ínszalagszakadás, kifordult váll, törött kulcscsont, tüskék…”
Az egyik jelenet érdekében, amelyben egy vízesés tetejéről ugrik a mélyben kavargó vízbe, több, mint 53 méter magasról ugrott le – négyszer. De talán a legidegölőbb jelenet, ahogy mondta, az volt számára, amikor a dzsungelben egy jaguár üldözi.
A színészetbe tett kerülője előtt több területen is dolgozott. Turnézott tánc- és színházi produkciókkal, egyéni nyitószámokkal a Philadelphia Phillies – New York Mets meccsen, a Purple Hearts Díjátadó Ünnepségen, és Colin Powell előtt is volt bemutatója.
Rudy ma Los Angelesben és Texasban tölti idejét. Augusztusban szerződött az International Creative Management-tel, a világ egyik legnagyobb ügynökségével, és képviselői Ed Limato és James Osborne, akik többek közt Richard Gere-t, Kathleen Turnert, Steve Martint, Laura Linney-t és James Brolint is képviselték. Manapság, ha nem éppen castingrendezőkkel, stúdiófőnökökkel találkozik, vagy új forgatókönyveket olvas, színészi képességeit csiszolgatja, a további mozi, televíziós vagy sajtószerepekre készülve.
„Megpróbálkozom vele, és ha nem megy, továbbra is Rudy leszek, a vidéki srác.”
„Még mindig Rudy vagyok. Mindig is Rudy leszek. Nem hiszem, hogy felfogtam, mit is csináltam. Még mindig minden szürreális számomra. Nem vagyok az az igazi városi srác. Nem érdekel a csillogás-villogás (…) Én csak én vagyok – egy vidéki srác Texasból. Ez az, akit szeretek. Szeretem, ha köszönök valakinek, kezet fogok valakivel vagy felállok, ha egy nő lép be az ajtón, ilyen fajta ember vagyok és ilyennek szeretek lenni. Úriembernek.”
Rudy egyébként képzett lovas, bokszoló, terepfutó és művész. Utóbbiként olaj- és akrilfestményeket, pasztelleket és szénrajzokat jegyez. Büszke arra, aki és ahonnan jött. Hálás a lehetőségekért, amiket kapott, és mindig arra törekszik, hogy visszaadja az Őslakos közösségnek; tiszteli családját, népe kultúráját és hagyományait.
Jelölték a First Americans in the Arts szervezet díjára, az Apocalyptóban, új színészként nyújtott kiváló alakításáért. A díj átadására 2007. április 14-én kerül sor Beverly Hillsben.